# Carlos Campos Sánchez
Carlos Campos Sánchez (castellà: Carlos Campos Silva)  (Santiago de Xile, 14 de febrer de 1937 - Ovalle, 11 de novembre de 2020) fou un futbolista xilè.

## Selecció de Xile
Va formar part de l'equip xilè a la Copa del Món de 1962. Fou jugador de la Universidad de Chile.